# A karácsony odaát van
A Very Supernatural Christmas az Odaát című televíziós sorozat harmadik évadjának nyolcadik epizódja.

## Cselekmény
Néhány nappal karácsony előtt Dean és Sam egy michigani kisvárosban nyomoznak, ahol két emberrablás is történt, méghozzá a kandallón keresztül.
Mikor fiúk szokásukhoz híven ügynököknek adják ki magukat és beszélnek az áldozatok hozzátartózóival, megtudják, haláluk előtt mindketten jártak egy karácsonyi élményparkban, melyet ezek után Deanék is meglátogatnak. Mivel Sam szerint az emberrabló a Mikulás mondabeli gonosz fivére -akinek édességszaga van és eléggé sántít-, az itt található bicegő ál-Télapót próbálják meg sötétedés után elfogni, ám hamar kiderül, hogy nem ő a keresett gonosz.
A nyomozás során Sam visszaemlékszik 1991 karácsonyára, amikor is bátyjával együtt egy motelszobában ünnepeltek, ugyanis apjuk éppen vadászaton volt. Dean ezen a karácsonyon árulta el öccsének, hogy természetfeletti lények igenis vannak, és hogy apjuk ezekre vadászik. Ezen a karácsonyon ajándékozták meg egymást, ekkor kapta Dean öccsétől a mindig a nyakában hordott nyakláncot.
Sam időközben rájön, hogy mindkét áldozat lakásában megtalálható volt a falon olyan koszorú, mely fagyönggyel volt díszítve, ennek alapján pedig Bobby informálja őket telefonon, hogy valószínűleg pogány istenek állnak a háttérben, akik embereket rabolnak el és rituálék során megeszik őket. 
Dean és Sam kiderítik, hogy a környéken egy bizonyos Carrigan nevezetű idős házaspár árul ilyesfajta koszorúkat, így kutakodni kezdenek utánuk, ám így ők is az istenek csapdájába esnek. Miután elfogták a fiúkat, Carriganék szertartásba kezdenek, hogy elfogyaszthassák a fivéreket, azok azonban egy váratlan pillanatban kiszabadulnak, majd az istenek elleni egyetlen fegyverrel, az egyik szobában álló karácsonyfa örökzöld ágával leszúrják az gonosz öregeket, végezve ezzel velük.  
Az ügy megoldása után Dean és Sam visszatérnek motelszobájukba, ahol megajándékozzák egymást, majd néhány üveg sör mellett megünneplik Dean utolsó karácsonyát.

## Természetfeletti lények

### Pogány istenek
A pogány istenek a pogány mitológiákban már évezredek óta embereket ölnek és esznek meg, a rituálékhoz pedig különféle alapanyagokat, például gyöngyvesszőt is használnak. 
Az istenek képesek irányítani az időjárást, illetve emberi alakot ölteni, így általában olyan áldozatokat keresnek, akiknek otthonában gyöngyvesszőből készült holmik vannak, leginkább koszorú. Az istenek a kiszemelt embert éjszaka fogják el, és általában a kandallón át hurcolják magukkal. 
Eme mindenhatókat csupán egyfajta holmival lehet megölni: örökzöld karóval, mellyel le kell őket döfni.

## Időpontok és helyszínek
- 2007. december 22-25. – Ypsilanti, Michigan

## Zenék
- Silent Night
- Deck the Halls
- Have Yourself A Merry Little Christmas